# 뮤직뱅크의 MVP 수상자 목록
아래는 KBS 2TV의 예능 프로그램인 《뮤직뱅크》의 MVP 수상자 목록이다.

## 수상자 목록

### MVP 수상자
- 시행기간 : 1998년 6월 16일(1회) ~ 1999년 10월 26일(69회)

#### 1998년
| 6월 - 6월 16일 (1회) - 유승준 내가 기다린 사랑 - 6월 23일 (2회) - 유승준 내가 기다린 사랑 (2주 연속) - 6월 30일 (3회) - 유승준 내가 기다린 사랑 (3주 연속) 7월 - 7월 7일 (4회) - 젝스키스 Crying game - 7월 14일 (5회) - 임창정 늑대와 함께 춤을 - 7월 21일 (6회) - 김민종 착한 사랑 - 7월 28일 (7회) - 젝스키스 Road Fighter 8월 - 8월 4일 (8회) - 젝스키스 Road Fighter (2주 연속) - 8월 11일 (9회) - 김현정 그녀와의 이별 - 8월 18일 (10회) - 젝스키스 Road Fighter (통산 3주) - 8월 25일 (11회) - 8월 최고 인기가요 김현정 그녀와의 이별 (통산 2주) 9월 - 9월 1일 (12회) - 김현정 혼자한 사랑 - 9월 8일 (13회) - 젝스키스 무모한 사랑 - 9월 15일 (14회) - 젝스키스 무모한 사랑 (2주 연속) - 9월 22일 (15회) - 핑클 내 남자친구에게 - 9월 29일 (16회) - 9월 최고 인기가요 핑클 내 남자친구에게 (2주 연속) | 10월 - 10월 6일 - 추석특집 올스타 가요제 편성 관계로 결방 - 10월 13일 (17회) - 핑클 루비 - 10월 20일 (18회) - 젝스키스 무모한 사랑 (통산 3주) - 10월 27일 - 98 프로야구 한국시리즈 4차전 <현대 유니콘스 : LG 트윈스> 중계방송 관계로 결방 11월 - 11월 3일 (19회) - 핑클 루비 (통산 2주) - 11월 10일 (20회) - 젝스키스 커플 - 11월 17일 (21회) - H.O.T. 빛 - 11월 24일 (22회) - 11월 최고 인기가요 조성모 To Heaven 12월 - 12월 1일 (23회) - H.O.T. 빛 (통산 2주) - 12월 8일 (24회) - S.E.S. Dreams Come True - 12월 15일 (25회) - H.O.T. 빛 (통산 3주) - 12월 22일 (26회) - 성탄특집 - 12월 29일 (27회) - 송년특집 (98 연말결산) - 송년결산 방송 횟수 집계 1위 - 김종환 사랑을 위하여 - 송년결산 PC통신 집계 1위 - 김현정 그녀와의 이별 - 가수들이 뽑은 우정상 - 엄정화 |

#### 1999년
| 1월 - 1월 5일 (28회) - S.E.S. Dreams Come True (통산 2주) - 1월 12일 (29회) - 조성모 불멸의 사랑 - 1월 19일 (30회) - S.E.S. Dreams Come True (통산 3주) - 1월 26일 (31회) - 젝스키스 너를 보내며 2월 - 2월 2일 (32회) - 박지윤 소중한 사랑 - 2월 9일 (33회) - S.E.S. 너를 사랑해 - 2월 16일 - 설날특집 (미집계) - 2월 23일 (34회) - 쿨 미절 3월 - 3월 2일 (35회) - S.E.S. 너를 사랑해 (통산 2주) - 3월 9일 (36회) - 룰라 기도 - 3월 16일 (37회) - S.E.S. 너를 사랑해 (통산 3주) - 3월 23일 (38회) - 김현정 되돌아온 이별 - 3월 30일 (39회) - 김현정 되돌아온 이별 (2주 연속) 4월 - 4월 6일 (40회) - 박지윤 Steal away - 4월 13일 (41회) - 유승준 열정 (새봄맞이 특집 봄꽃들의 축제) - 4월 20일 (42회) - 유승준 열정 (2주 연속) - 4월 27일 (43회) - 유승준 열정 (3주 연속) 5월 - 5월 4일 (44회) - 유승준 열정 (4주 연속) - 5월 11일 (45회) - 유승준 열정 (5주 연속) - 5월 18일 (46회) - 유승준 열정 (6주 연속) - 5월 25일 (47회) - 핑클 영원한 사랑 | 6월 - 6월 1일 (48회) - 핑클 영원한 사랑 (2주 연속) - 6월 8일 (49회) - 신화 T.O.P - 6월 15일 (50회) - 김현정 실루엣 - 6월 22일 (51회) - 신화 T.O.P (통산 2주) - 6월 29일 (52회) - 신화 T.O.P (통산 3주) 7월 - 7월 6일 (53회) - 유승준 슬픈 침묵 - 7월 13일 (54회) - 신화 Yo!(악동보고서) - 7월 20일 (55회) - 신화 Yo!(악동보고서) (2주 연속) (여름방학 특집) - 7월 27일 (56회) - 신화 Yo!(악동보고서) (3주 연속) 8월 - 8월 3일 (57회) - 베이비복스 Get Up - 8월 10일 (58회) - 신화 Yo! (통산 4주) - 8월 17일 (59회) - Y2K 헤어진 후에 - 8월 24일 (60회) - 신화 Yo! (통산 5주) - 8월 31일 (61회) - 젝스키스 Com' Back 9월 - 9월 7일 (62회) - 조성모 For Your Soul (슬픈 영혼식) (가을맞이 특집) - 9월 14일 (63회) - 젝스키스 Com' Back (통산 2주) - 9월 21일 (64회) - 젝스키스 Com' Back (통산 3주) - 9월 28일 (65회) - 조성모 For Your Soul (슬픈 영혼식) (통산 2주) 10월 - 10월 5일 (66회) - 젝스키스 예감 - 10월 12일 (67회) - Y2K 깊은 슬픔 - 10월 19일 (68회) - 젝스키스 예감 (통산 2주) - 10월 26일 (69회) - 조성모 For Your Soul (슬픈 영혼식) (통산 3주) |

### 1위 수상자
- 시행기간 : 1999년 11월 2일(70회) ~ 2001년 8월 9일(162회)

### K-Chart 1위 수상자
- 시행기간 : 2007년 9월 7일 ~  현재

## 같이 보기
- 뮤직뱅크